# نهر ميكونغ

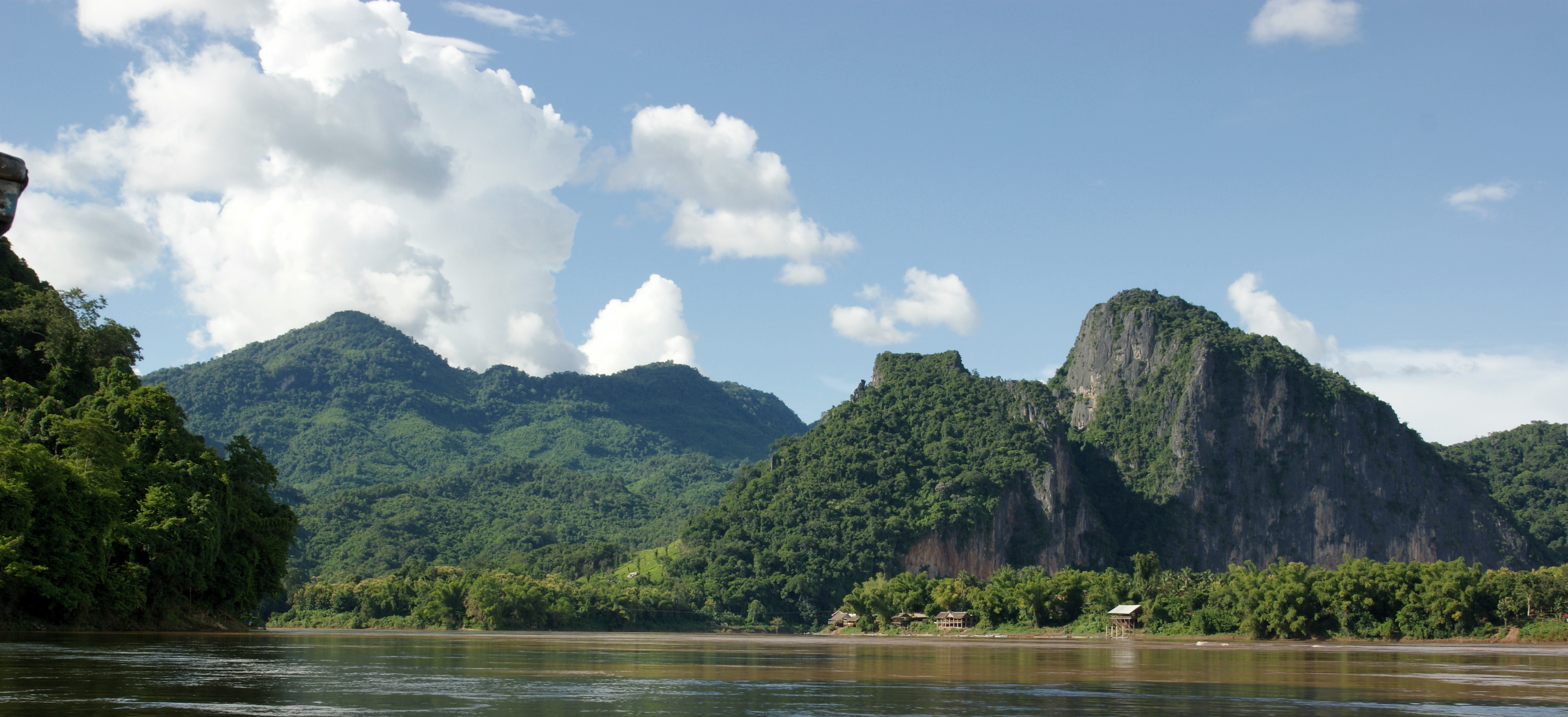
منظر لنهر الميكونغ عند لوانغ برابانغ في لاوس

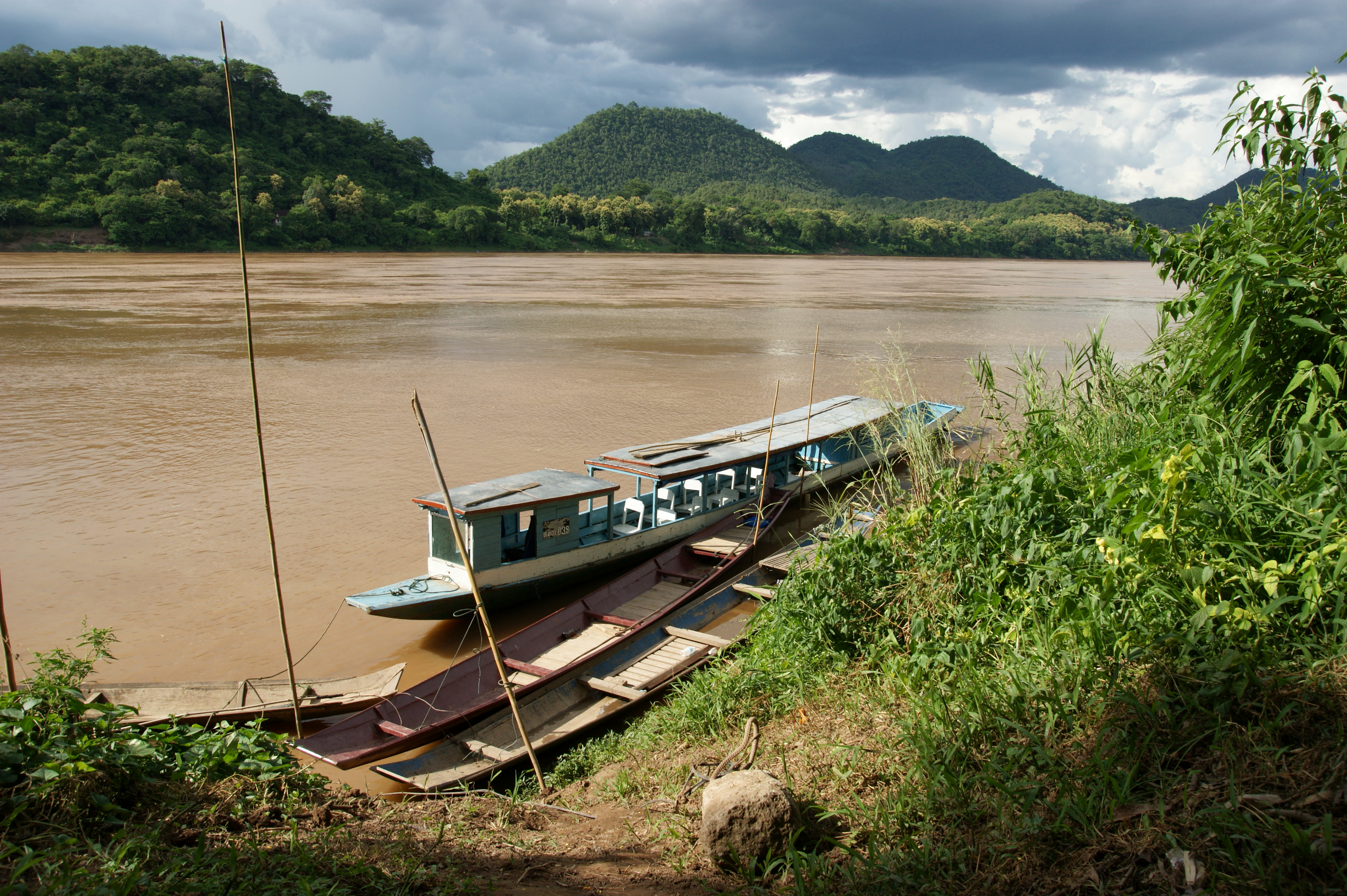
نهر الميكونغ في لاوس

نهر الميكونغ (بالتاي: แม่น้ำโขง) هو نهر في جنوب شرقي آسيا. يصنف ترتيبه في الطول الثاني عشر في العالم والسابع لأطول أنهار قارة آسيا، حيث يبلغ طوله من منبعه لمصبه 4350 كم  ، وتبلغ مساحة حوض النهر 795000 كم مربع، وتصريفه 475 كم مكعب من المياه سنويا 
ينع نهر الميكونغ من هضبة التيبت ويجري عبر أراضي إقليم يونان في الصين ثم في بورما (ميانمار) ولاوس وتايلاند وكمبوديا، ثم يسير في أراضي فيتنام مكونا دلتا نهر الميكونغ حيث في النهاية يصب في بحر الصين الجنوبي.
في عام 1995 أسست كل من لاوس وتايلاند وكمبوديا وفيتنام ما يسمى بمفوضية نهر الميكونغ للإشراف والتنسيق على إدارة واستخدام موارد الميكونغ.
في عام 1996 أصبحت كل من الصين وبورما شركاء تفاوض لموارد النهر، وهناك حاليا ستة دول تعمل معاً في إطار عمل تعاوني بشأن موارد مياه هذا النهر الكبير.
إن الاختلافات الموسمية المتطرفة في جريان النهر أوجدت منحدرات وشلالات مما شكل عقبة في الملاحة النهرية، حيث يعتبر النهر طريق تجارة رئيس يربط كل من جنوب غربي الصين (إقليم يونّان) ولاوس وبورما (ميانمار) وتايلاند في الجنوب مما جعله طريق تجاري أساسي بين غرب الصين وجنوب شرقي آسيا.

## طبيعة النهر

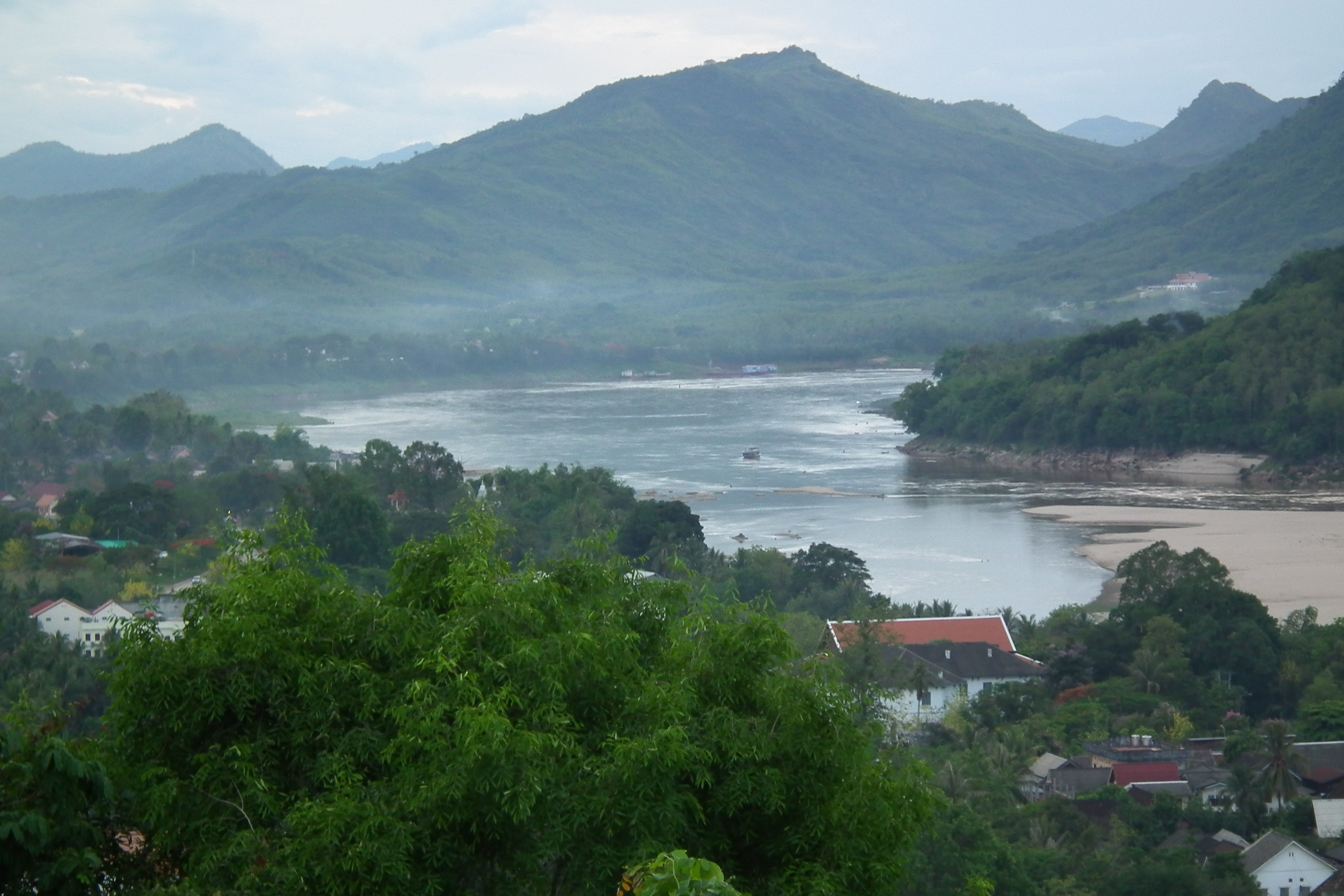
نهر الميكونغ يجري في أراضي لاوس عند منطقة لوانغ برابانغ

ينبع نهر الميكونغ في منطقة الأنهار الثلاثة في هضبة التيبت الواقعة في محمية سانغيانغ يوان الوطنية الطبيعية، ومنطقة الأنهار الثلاثة بها نهر لانكانغ ونهر يانغتسي والنهر الأصفر (هوانغ هي).
منذ أن يغادر النهر منبعه يجري إلى الجنوب الغربي مخترقا إقليم يونان من خلال منطقة الأنهار الثلاثة المتوازية في جبال هينغ دوان سوية مع نهر سالوين (يسمى في الصين نوجيانغ) ونهر يانغتسي. وبعد مغادرة النهر لأراضي الصين يتجه إلى الجنوب الغربي مشكلاً الحدود بين بورما (ميانمار) ولاوس لمسافة 100 كم تقريبا، ثم ينحرف باتجاه الجنوب الشرقي مشكلاً حدودا بين لاوس وتايلاند. بعدها يجري نهر الميكونغ شرقاً ثم غرباً إلى لاوس لحوالي 400 كم مشكلاً مرة أخرى حدود لاوس وتايلاند لحوالي 850 كم حيث يجري أولاً للشرق عابراً عاصمة لاوس فيينتيان، ثم ينحرف للجنوب مخترقاً وسط جنوب شرقي آسيا ‘ ثم يغادر النهر الحدود مرورا بمدينة باكس ثم ينحرف مباشرة للجنوب باتجاه كمبوديا. وفي عاصمة كمبوديا فنوم بنه يندمج النهر على الضفة اليمنى بنهر وبحيرة تونلي ساب كروافد من النهر والبحيرة، وعندما يفيض نهر الميكونغ تعود المياه لتملأ بحيرة تونلي ساب بعد أن يندمج نهر ساب مع نهر الميكونغ في مدينة فنوم بنه.
يعتبر نهر الباساك الرافد الأول والرئيس لنهر الميكونغ وهذا هو بداية تشكل دلتا نهر الميكونغ والذي يشكلها كل من نهر باساك إلى الجنوب ونهر الميكونغ للشمال ليدخلا فيتنام بعد ذلك.
يسمى نهر باساك في فيتنام نهر هو Hậu (سونغ هو Sông Hậu أو هو غيانغ Hậu Giang) (كلمة سونغ تعني نهر باللغة الفيتنامية)، والفرع الشمالي الرئيس لنهر الميكونغ يسمى سونغ تيين Sông Tiền أو تيين غيانغ Tiền Giang . وفي فيتنام أيضاً هناك روافد الفرع الشمالي لنهر الميكونغ وتشمل نهر ماي ثو (My Tho) أو (sông Mỹ Tho) ونهر بالاي أو (سونغ بالاي) (sông Ba Lai) ونهر هام لونغ (sông Hàm Luông) ونهر كوتشين (sông Cổ Chiên).

## حوض التصريف

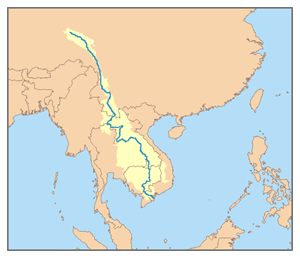
حوض نهر ميكونغ

يمكن تقسيم حوض نهر الميكونغ لقسمين: حوض الميكونغ الأعلى في التيبت والصين. وحوض الميكونغ الأسفل من إقليم يونّان في الصين إلى بحر الصين الجنوبي.
من منطقة منبع النهر حتى مصبه فإن حوض نهر الميكونغ الأعلى هو الأكثر انحدارا وعلى امتداد نحو 2200 كم حيث ينحدر 4500 متر قبل أن يدخل قسم حوض الميكونغ الأسفل والذي يشكل حدوداً لتايلاند ولاوس، وبين الصين وميانمار وما يعرف بالمثلث الذهبي. ينحدر حوض النهر من المثلث الذهبي للأسفل ويجري لأكثر من 2600 كم مخترقاً أراضي لاوس وتايلاند وكمبوديا، ثم يشكل دلتا الميكونغ في فيتنام قبل أن يصب في بحر الصين الجنوبي.

### حوض الميكونغ الأعلى
تشكل منطقة حوض الميكونغ الأعلى 24% من مجموع مساحة حوض التصريف وتساهم في 15-20% من المياه التي تجري في نهر الميكونغ، أما مناطق تجميع مياه الأمطار للنهر في هذا الحوض فهى حادة وضيقة، وتعتبر مشكلة تآكل وانجراف التربة مشكلة رئيسية لذا فإن حوالي 50% من الترسيب في النهر يأتي من حوض الميكونغ الأعلى.
في إقليم يونّان بالصين ينحصر النهر وروافده في ممرات ضيقة وعميقة، ونظام روافد النهر في هذا الجزء من الحوض صغيرة، وهناك 14% فقط من مناطق تجميع مياه الأمطار تزيد مساحتها عن 1000 كم مربع، وأكثر كمية فقد للمياه توجد في المنطقة المغطاة بالغابات. وفي جنوب إقليم يونان وبالذات في محافظات «سيماو» (Simao) وسشوانغبنّا (Xishuangbanna) فإن النهر يتغير نتيجة لانفتاح الوادي ويصبح النهر واسعا وعريضاً وبطء الجريان.

### حوض الميكونغ الأسفل

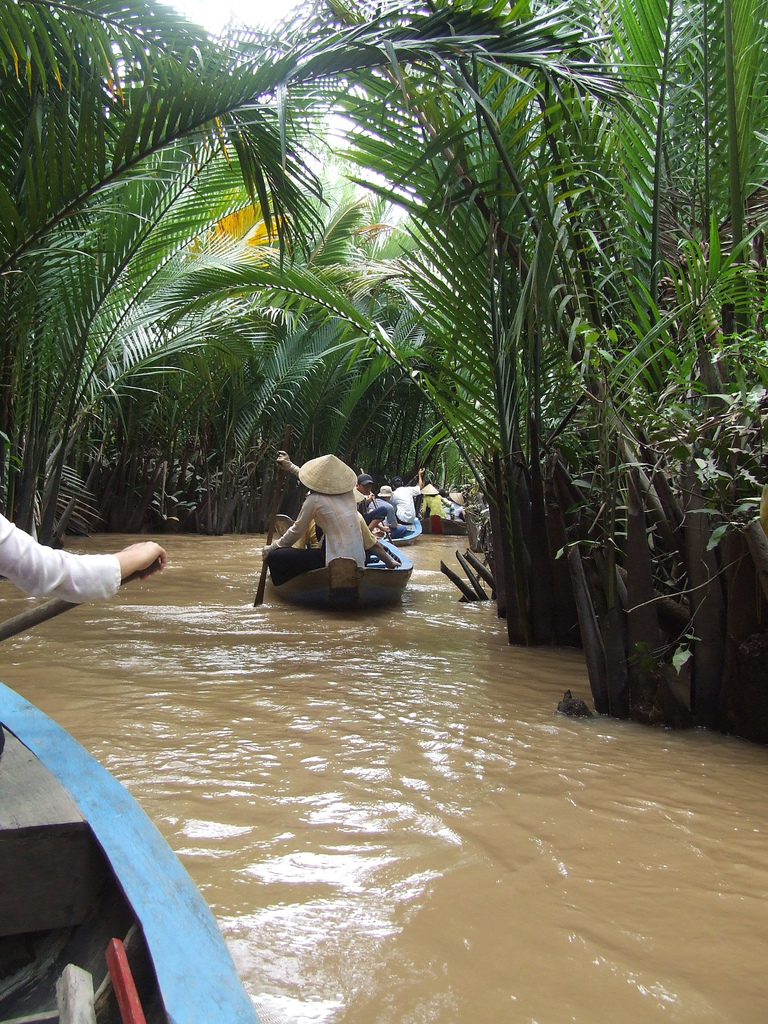
دلتا نهر الميكونغ في فيتنام

معظم أنظمة الروافد الرئيسة لنهر الميكونغ تظهر واضحة في حوض الميكونغ الأسفل، وهذه الأنظمة يمكن تقسيمها إلى مجموعتين: الأولى روافد تساهم في تدفق المياه خلال الموسم المطير. والثانية روافد تصرف مياه المناطق ذات الأمطار القليلة. ففي المجموعة الأولى هناك روافد تقع على الضفة اليسرى للميكونغ تأتي من مناطق الأمطار الغزيرة لجمهورية لاوس، أما المجموعة الثانية فتصب في الضفة اليمنى للميكونغ وهي بالذات نهر من ونهر تشي التي تصرف كمية كبيرة من مياه شمال شرقي تايلاند  ،
تقع لاوس ضمن حوض الميكونغ الأسفل، فمناخها وغطاؤها النباتي وأراضيها عوامل مهمة لتشكيل الموارد المائية للنهر. فالغطاء النباتي للجبال يعني 16% فقط من الأراضي المرتفعة تزرع على شكل مدرجات جبلية زراعية، وفي شمالي لاوس 27% من مجموع الأراضي هناك تزرع بمحصول الأرز.
في بقية حوض الميكونغ الأسفل وعلى مدى الثلاثة عقود الماضية تقلصت الغابات بتحويلها لأراضي زراعية متعاقبة وثابتة، كما أن الطبيعة المائية للأرض تأثرت نتيجة حرب فيتنام والتي تحددت في مصبات ثانوية لحوض نهر الميكونغ الأسفل 
انحسار الغابات في مناطق تايلاند التي تقع في حوض الميكونغ الأسفل كان هو الأعلى في دول الحوض الأسفل على مدى الستين عاما الماضية، ففي هضبة كوارت التي تشمل أنظمة روافد نهر من ونهر تشي إنحسرت الغابات من 42% في عام 1961 إلى 13% في عام 1993  ، وبالرغم من هذا فإن هذا الجزء من شمال شرقي تايلاند تهطل عليه الأمطار السنوية بمعدل أكثر من 1000 ملم إلا أن نسبة التبخر العالية تجعل هذه الأجزاء تصنف كمناطق شبه جافة، وفي حوضي روافد نهري مَنْ وتشي تصرف 15% من مياه حوض الميكونغ الداخلي ويساهما في 6% من معدل التدفق السنوي  ، وتشكل الترب الرملية والمالحة أغلب أنواع الترب السائدة هناك مما يجعل كثير من الأراضي غير صالحة لزراعة الأرز الذي يزرع في أحواض مغمورة بالمياه، ولكن بالرغم من قلة خصوبة هذه الترب إلا أن هناك زراعة مكثفة لمحاصيل مثل الأرز الجيلاتيني (الغروي) والذرة الشامية والكاسافا وهي المحاصيل السائدة هناك لكن الجفاف هو الذي يهدد الموارد المائية الرئيسة في هذه المناطق.
يدخل نهر الميكونغ كمبوديا بعد أن يكون 95% من مصادره المائية انضمت إليه، ويسير تيار النهر منحدراً بهدوء على أراضي مسطحة، والدورة الموسمية لتغيير مستويات المياه في النهر في منطقة العاصمة فنوم بنه نتيجة ظاهرة عكس الجريان الطبيعي وهي ظاهرة فريدة من نوعها بسبب دخول وخروج المياه من البحيرة الكبرى خلال نهر تونلي ساب. ففي فنوم بنه بداية نظام دلتا نهر الميكونغ وفيه يبدأ التيار الرئيسي للنهر بالتشتت إلى عدد متزايد من الفروع.
في كمبوديا تعتبر زراعة الأرز الذي يعتمد على غمر المياه لحقوله هو المحصول الرئيس، ويزرع في سهول تونلي ساب الفائضة بالمياه على الميكونغ ونهر الباساك الذي يعتبر رافد رئيس لدلتا نهر الميكونغ.
إن أكثر من نصف مساحة كمبوديا مغطاه بخليط من غابات استوائية عريضة الأوراق دائمة الخضرة وغابات متساقطة الأوراق (نفضية) ذات أوراق عريضة، لكن الغابات تقلصت من 73% في عام 1973 إلى 63% في عام 1993 ، وفي هذه المناطق الغابية يجري النهر على أرض خضراء مسطحة وهناك تغيرات بسيطة في مستوى المياه تحدده حركة اتجاه المياه وتشمل ظاهرة الدفق العكسي الواسع من وإلى حوض تونلي ساب من نهر الميكونغ.

## التاريخ الطبيعي للنهر

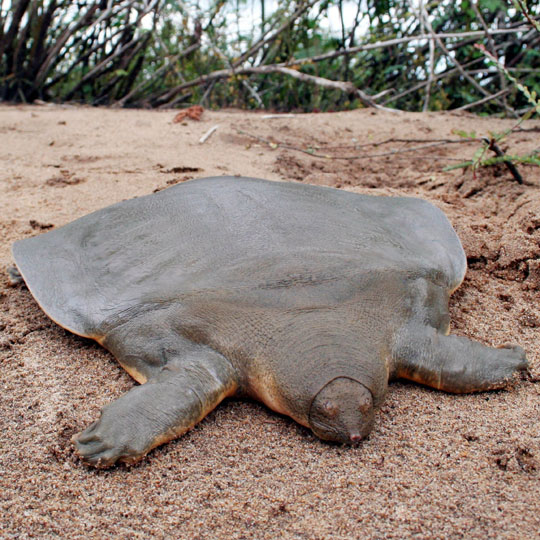
السلحفاة العملاقة ذات القوقعة الملساء لم يعد لها وجود في مناطق آسيا وربما لا تزال موجودة على طول امتداد الميكونغ في كمبوديا

إن حوض الميكونغ هو أحد أغنى المناطق في العالم بالتنوع الأحيائي، وكما هو معروف أن حوض نهر الأمازون في أمريكا الجنوبية يحتل المركز الأول في العالم بالتنوع الأحيائي. والتنوع الأحيائي للميكونغ يشمل 20,000 نوع من النباتات و 430 نوع من الثدييات و 1200 نوع من الطيور و 800 نوع من الزواحف والبرمائيات  ، كما يقدر أن هناك 850 نوع من الأسماك.
في عام 2009 عرف 145 تنوع أحيائي جديد في منطقة الميكونغ يشمل 29 نوع جديد من الأسماك غير المعروفة للعلماء، ونوعين من الطيور و 10 أنواع من الزواحف وخمسة أنواع من الثدييات و 96 نوع من النباتات و 6 أنواع من جديدة من البرمائيات. وتحتوي منطقة الميكونغ 16 موقع للبيئة الطبيعية من 200 موقع عالمي لمنظمة حماية المناطق البيئية الطبيعية المعروفة باسم WWF ، وهذا العدد من المواقع في منطقة الميكونغ يعتبر من أكبر المواقع تركيزاً في قارة آسيا 
لا يوجد هناك أي نهر مثل الميكونغ في العالم موطناً للعديد من الأسماك العملاقة، حيث أن هناك سمكة الشبوط العملاقة (الاسم العلمي Probarbus jullieni) والتي يصل طولها إلى 1,5 متر وتزن 70 كيلوغرام. وهناك سمكة المياه العذبة «ستنجراي Stingray» (الاسم العلمي Himantura chaophraya) والتي لها أجنحة زعانف تصل إلى 4,3 متر، وهناك أيضاً «البانغاسيوس pangasius العملاق» (الاسم العلمي Pangasius sanitwongsei)، وسمكة الشبوط السيامية العملاقة (الاسم العلمي Catlocarpio siamensis) وسلور الميكونغ المستوطن العملاق (الاسم العلمي Pangasianodon gigas)، وكل هذه الثلاثة من الأسماك العملاقة يصل نموها إلى حوالي ثلاثة أمتار في الطول وتزن 300 كيلوغرام، وهذه الأسماك العملاقة بدأت أعدادها في الانخفاض والتناقص بسبب السدود والتحكم في الفيضانات والصيد الجائر. وهناك نوع من دلفينات المياه العذبة وهو «دلفين الراوادي Irrawaddy» (الاسم العلمي Orcaella brevirostris) حيث كان معروفا بكثرة في أنحاء الميكونغ الأسفل لكنه الآن أصبح نادراً جداً.
من بين ثدييات المناطق الرطبة التي كانت تعيش في نهر الميكونغ وحوله هناك «كلب الماء الناعم» (الاسم العلمي Lutra perspicillata) و «قطة الصيد» (الاسم العلمي Felis viverrina)، وهناك التمساح السيامي المهدد بالانقراض (الاسم العلمي Crocodylus siamensis) حيث يشاهد الآن في مناطق ضيقة ومعزولة في الأجزاء الكمبودية واللاوسية الشمالية لنهر الميكونغ. وهناك أيضاً تمساح المياه المالحة (الاسم العلمي Crocodylus porosus) والذي يتواجد في دلتا نهر الميكونغ حتى بحيرة تونلي ساب وأبعد من هذا لكنه الآن انقرض من النهر وانقرض في جميع أنحاء فيتنام وربما حتى كمبوديا.

### الثروة السمكية وصيد الأسماك
إن التنوع الهائل للثروة السمكية والكائنات الحية المائية الأخرى في نهر الميكونغ يأتي في المرتبة الثانية في العالم بعد الأمازون. كما أن كثافة أعداد القوارب في مساحة الهكتار الواحد في حوض الميكونغ هي الأعلى في العالم.
إن أنواع الأسماك التجارية ذات القيمة في الميكونغ تقسم بصورة عامة إلى قسمين هما: الأسماك السوداء البطيئة الحركة التي تعيش في المياه الضحلة قليلة الأوكسجين، والأسماك البيضاء السريعة الحركة التي تعيش في المياه العميقة الغنية بالأوكسجين.
السكان الذين يعيشون على ضفاف نهر الميكونغ يعتمدون على صيد الأسماك بالإضافة لصيد القشريات مثل سلطعون المياه العذبة والربيان والثعابين النهرية والسلاحف والضفادع حيث قدرت هذه الكائنات الأخرى بحوالي 20% من صيد الميكونغ  ، وهناك نوعان من صيد الكائنات الحية المائية هما: النوع الأول صيد أسماك وكائنات مائية في موائلها الطبيعية. والنوع الثاني صيد أسماك وكائنات مائية أخرى في المزارع السمكية المتحكم بها، إلا أن صيد الأسماك والكائنات المائية الأخرى في أماكنها الطبيعية يلعب دوراً مهما ومصدرا لمعيشة السكان حيث يعتمد سكان الأرياف والمناطق النائية وهم عادة من الفقراء على هذا الصيد لقوتهم ومصدر لدخلهم.
هناك ثلاث موائل طبيعية للأسماك في الميكونغ. الأول: هو النهر، ويشمل جميع روافده والأنهار في مواقع الفيضانات بما في ذلك بحيرة تونلي ساب، وهذا يشكل 30% من مجموع حجم الصيد الطبيعي. والثاني: أماكن تجمع مياه الأمطار في الأراضي الرطبة خارج مواقع فيضان النهر، ويشمل هذا أيضاً المياه التي تغمر حقول الأرز، ومناطق الغابات، وهذا يشكل 66% من مجموع حجم الصيد الطبيعي. الثالث: هي المياه خارج منطقة الفيضانات والتي تشمل القنوات المائية والخزانات، وهذا يشكل 4% من مجموع حجم الصيد.
إن حوض الميكونغ هو واحداً من أكبر المواقع المنتجة في صيد الأسماك وكائنات المياه العذبة الأخرى في العالم  ، ويقدر حجم الصيد في حوض الميكونغ سنويا بحوالي مليوني طن من الأسماك بالإضافة لحوالي 500 ألف طن من الحيوانات المائية الأخرى  ، كما أن المزارع السمكية تنتج سنويا مليوني طن من الأسماك.
حوض الميكونغ الأسفل ينتج سنويا 4,5 مليون طن من الأسماك والمنتجات المائية الأخرى، وتقدر القيمة الاقتصادية لصيد الأسماك مابين 3,9 إلى 7 مليارات دولار أمريكي سنويا. أما الصيد الطبيعي المفتوح وحده يقدر بحوالي ملياري دولار أمريكي سنويا.
لقد قدرت كمية الأسماك والحيوانات المائية الأخرى التي تستهلك كل عام في الميكونغ الأسفل بحوالي 2,56 مليون طن  ، وتشكل الموارد المائية مابين 47% إلى 80% من البروتين الحيواني الذي يدخل في غذاء السكان بالمناطق الريفية في نطاق الميكونغ الأسفل  ، ويعتبر السمك هو أرخص مصدر للبروتين الحيواني في غذاء السكان في تلك المناطق وأي مؤثرات تسبب نقص أو تدهور في صيد الأسماك والكائنات المائية الأخرى يؤثر مباشرة في نظام التغذية للسكان وظهور أعراض سوء التغذية عليهم وبالذات على الطبقة الفقيرة  ، وقدر عدد السكان الذين يمتهنون صيد الأسماك في حوض الميكونغ الأسفل بحوالي 40 مليون نسمة يشكلون ثلثي عدد السكان الريفيين في الحوض الأسفل. ويساهم صيد السمك مصدر رزق ومعيشة للكثير من السكان وخاصة الفقراء الذين يعتمدون على النهر وموارده المائية في حياتهم المعيشية اليومية.
في جمهورية لاوس وحدها فقط يوجد 71% من الأسر الريفية الذين يقدر عددهم بنحو 2,9 مليون نسمة يعتمدون كليا على الثروة السمكية لعيشهم أو كمصدر لدخلهم. وحول بحيرة تونلي ساب في كمبوديا أكثر من 1,2 مليون نسمة يعيشون على صيد السمك ويعتمدون عليه كليا كمصدر وحيد لدخلهم 

### الملاحة
كان نهر الميكونغ منذ آلاف السنين ولا يزال قناة مهمة للنقل والمواصلات بين العديد من البلدات الواقعة على ضفتي النهر. وهو وصلة مهمة في طرق التجارة الدولية. ويربط الدول الستة التي يجري في أراضيها بعضها ببعض ومنها إلى بقية دول العالم. ولا يزال نهر الميكونغ طريق نهري يصل حتى للمناطق البرية البعيدة النائية وطريق ملاحة متفاوت في امتداده. وتختلف ملاحة النهر بين الميكونغ الأعلى والميكونغ الأسفل. ففي الجزء الأعلى من الميكونغ يوجد صعوبات في طريق الملاحة نظراً لوجود شلالات المياه والمنحدرات مثل شلالات خون في جنوبي لاوس. أما الجزء الأسفل فهو امتداد لهذه المنحدرات. وفي المناطق العالية من نهر الميكونغ هناك مستويات مختلفة في منسوب النهر نتيجة الأمطار الموسمية مما يوجد صعوبة كبيرة للملاحة، فمستوى المياه يختلف وتتأثر حركة التجارة في هذه المناطق من النهر، كما يتأثر حجم التجارة والنقل إلى حوالي 50% نتيجة للنقص في منسوب مياه النهر بسبب الجفاف في مواسم انقطاع الأمطار وذلك من شهر يونيو حتى شهر يناير. وبالرغم من هذه الصعوبات فإن نهر الميكونغ وصلة مهمة في سلسلة النقل بين كمنغ وبانكوك، ويقدر حجم السلع والبضائع المنقولة بواسطة هذا الطريق الحيوي بحوالي 300 ألف طن. كما أن حجم التجارة متوقع أن يرتفع بحوالي 8-11% في السنة، وقد ساهم اتساع بناء الموانئ لاحتواء ارتفاع نسبة النقل والتجارة في زيادة الحركة والنشاط التجاري والمثال على ذلك ميناء شيانغ سين في شمالي تايلاند.
في لاوس هناك 50 - 100 حاوية شحن تعمل بصورة دائمة في التجارة الإقليمية وأهم السلع التي تحملها الأخشاب والمنتجات الزراعية ومواد البناء. وتستورد تايلاند من الصين عن طريق هذا النهر منتجات زراعية مثل الخضروات والفاكهة والأسمدة الزراعية، وتصدر تايلاند ثمار فاكهة اللونغان المجففة وزيت السمك ومنتجات المطاط والمواد الاستهلاكية. وتقريباً كل حاويات الشحن التي تحمل البضائع من وإلى ميناء شيانغ سين تبلغ 300 حاوية تحمل جميعها العلم الصيني. أما التجارة النهرية في الدول الواقعة على نهر الميكونغ الأسفل وهي فيتنام وكمبوديا فهى حركة تجارية نشطة في النقل بالحاويات ويلاحظ ذلك من حركة الازدحام في ميناء فنوم بنه والتجارة العامة عن طريق ميناء كان ثو في فيتنام، إلا أنه في عام 2009 حدث انخفاض في معدل التجارة نتيجة الأزمة المالية الدولية وانخفاض الطلب على تصدير الملابس للولايات المتحدة الأمريكية.
في عام 2009 اُفتتح ميناء جديد عميق في كاي مب في فيتنام، وهذا الميناء الجديد أعطى أهمية لنهر الميكونغ كطريق تجاري حيوي. وأتاح هذا الميناء لاستقبال حاويات الشحن الضخمة والتي بدورها تبحر مباشرة دوليا من فنوم بنه إلى أوروبا والولايات المتحدة الأمريكية مع ترانزيت في ميناء كاي مب.
ولأهمية نهر الميكونغ كنهر دولي فهناك عدداً من الاتفاقيات وقعت بين بلدان حوض الميكونغ لتسهيل التجارة والمرور بين تلك الدول. ومن أهم الاتفاقيات:
- اتفاقية بين الصين وجمهورية لاوس لنقل البضائع والمسافرين بين لانكانغ ونهر الميكونغ. وهذه الاتفاقية لا تزال سارية المفعول منذ نوفمبر عام 1994 حتى الآن.
- اتفاقية تعاون بين دول حوض الميكونغ للتنمية المستدامة لحوض نهر الميكونغ. البند 9 . حرية الملاحة. وقعت في 5 إبريل عام 1995 في شيانغ راي.
- اتفاقية هانوي بين كمبوديا وفيتنام للنقل المائي في 13 ديسمبر عام 1998.
- اتفاقية بين حكومات لاوس وتايلاند وفيتنام لتسهيل النقل الحدودي للسلع والمسافرين (عدلت في يانجون في بورما. ووقعت في فيينتيان في 26 نوفمبر عام 1999.
- اتفاقية للملاحة التجارية في لانكانغ - نهر الميكونغ بين حكومات الصين ولاوس وبورما وتايلاند. (وقعت في تاشيليك، وسارية المفعول منذ 20 أبريل عام 2000).
- اتفاقية فنوم بنه بين كمبوديا وفيتنام على نقل السلع والبضائع (وقعت في 7 سبتمبر عام 2000)
- الاتفاقية الجديدة للنقل المائي بين فيتنام وكمبوديا. (وقعت في فنوم بنه في 17 ديسمبر عام 2009).

### الجسور

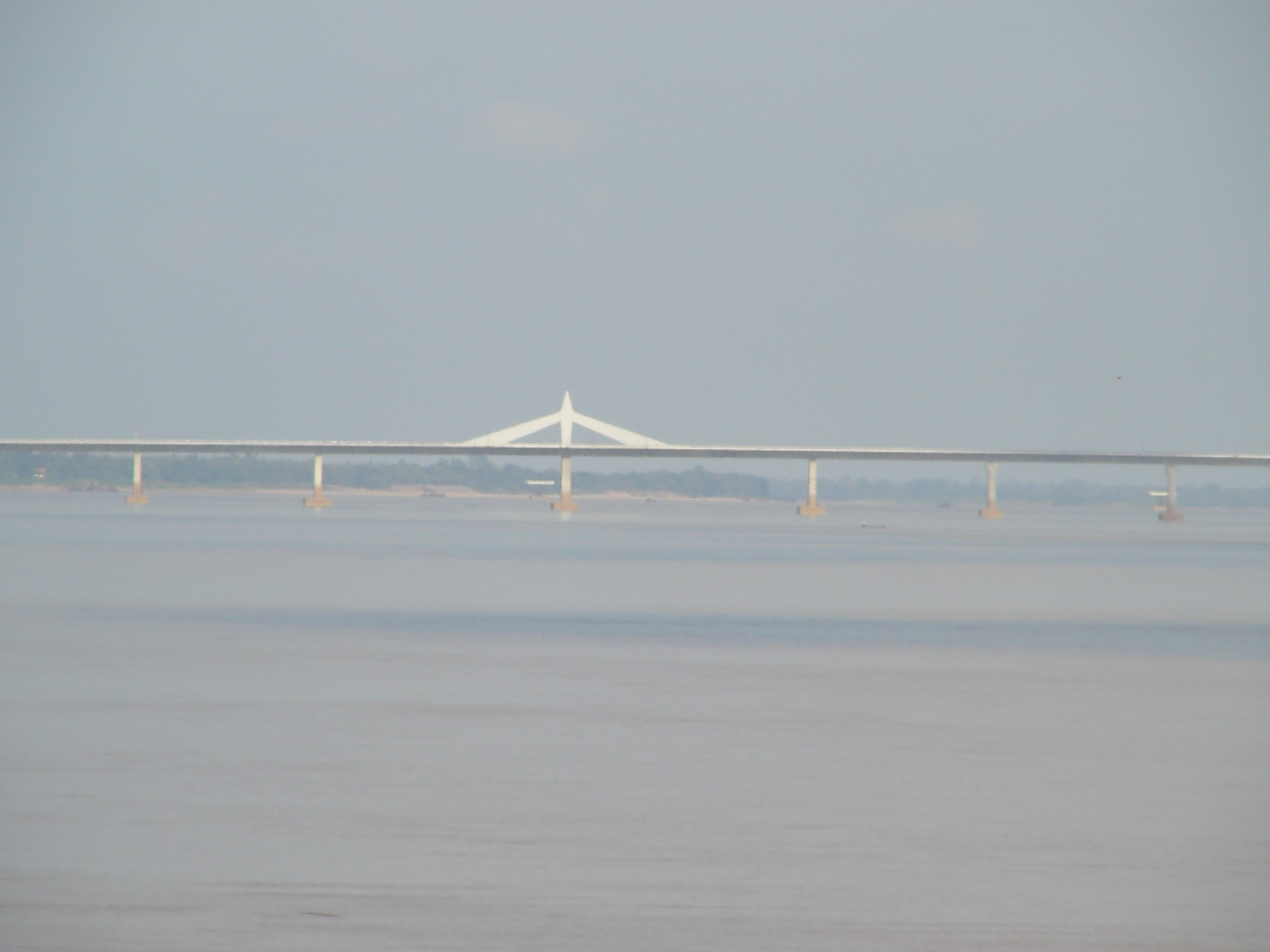
جسر الصداقة الثاني على نهر الميكونغ بين تايلاند ولاوس والذي يربط بين موكداهان في تايلاند مع سافاناخت في لاوس

تقع عدة جسور حيوية على طول نهر الميكونغ وهي:
- جسر الصداقة تايلاند - لاوس. وهو جسر يربط مدينة نونغ خاي التي تقع في شمال شرقي تايلاند مع عاصمة لاوس فيينتيان. وطول هذا الجسر 1170 متر، وعلى الجسر خطان بعرض 3,5 متر للسيارات والعربات وخط للسكة الحديد في الوسط.
- جسر الصداقة الثاني تايلاند - لاوس. يربط موكداهان عاصمة إقليم «موكداهان» في تايلاند مع سافاناخت عاصمة اقليم «سافاناخت» في لاوس التي تعتبر ثاني أكبر مدينة في لاوس بعد العاصمة فيينتيان. وطول الجسر 1600 متر، وفي الجسر خطان بعرض 12 متر، وافتتح رسميا في 9 يناير عام 2007 .
- ثلاثة جسور في مقاطعة شامباماك في لاوس، وهذه الثلاثة جسور ليست حدودية، وطولها 1380 متر، وانتهى إنشاؤها عام 2000 .
- جسر جديد على نهر الميكونغ (انتهى إنشاؤه عام 2011) يربط بلدة «شيانغ خونغ» التايلاندية الحدودية مع بان هواي زاي عاصمة إقليم «بوكيو» في لاوس على الحدود مع تايلاند وذلك كجزء من الخط السريع 3 آسيان، واتفقت كل من الحكومة الصينية والحكومة التايلاندية بالمساهمة في استثمار تكلفة هذا المشروع الذي يقدر بـ 33 مليون دولار أمريكي.
- جسرين جديدين يتوقع الانتهاء منها وافتتاحها في عام 2014، وتربط بين «نك ليونغ» البلدة التجارية التي تقع على بعد 61 كيلومتر جنوب شرقي عاصمة كمبوديا فنوم بنه، وعلى الضفة الشرقية لنهر الميكونغ مع الخط السريع لهوشي منه، وقد قدمت الحكومة اليابانية المساعدة في إنشاء الجسرين، ويتوقع الافتتاح في عام 2014.
- جسر كيزونا في مدينة «كومبنغ تشام» في كمبوديا والذي يعتبر همزة وصل على الطريق الذي يربط بين فنوم بنه مع كل من إقليم «راتاناري» واقليم «موندلكيري» البعيدة ثم إلى لاوس.
- جسر بريك تاماك الذي يقع على بعد 40 كيلومتر شمال عاصمة كمبوديا فنوم بنه وافتتح عام 2011.
- اثنان من الجسور على تونلي ساب، والجسر الرئيسي على الطريق السريع إلى مدينة هوشي منه الذي تم الانتهاء من ازدواجيته في عام 2010.
- جسر ماي ثوان في فيتنام حيث أصبح منذ عام 2000 له أهمية في عبور الفرع الرئيسي الأيسر للميكونغ (سونغ تيين).
- جسر كان ثو الذي يعبر القناة الثانية على الرافد الرئيسي الأيمن للميكونغ نهر الباساك، والذي افتتح في عام 2010، وهو جسر معلق يعتبر من أطول الجسور المعلقة في شرقي آسيا.

### المناطق المحمية
- محمية سانجيانغيوان الطبيعية الوطنية وهي المنطقة المحمية في «محافظة زادوي»، قينغاي في الصين على بداية مياه نهر الميكونغ. واسم «سانجيانغيوان» يعني منابع الأنهار الثلاثة حيث تشمل المحمية أيضاً منابع النهر الأصفر ونهر اليانغتسي.
- محمية منطقة الثلاثة أنهار المتوازية في منطقة يونّان بالصين، وهو الجزء من نهر الميكونغ الذي يجري في الجروف الضيقة في إقليم يونان. ويعتبر هذا الموقع أحد المواقع التراثية العالمية لليونسكو المحافظ عليها.
- محمية المحيط الحيوي لتونلي ساب في كمبوديا وهذه المحمية تضم أكبر بحيرة في جنوب شرقي آسيا، وهذه المحمية ضمن محميات المحيط الحيوي لليونسكو.